# ハンティングワールド
| 青山店の前に立っていた看板 |  | 中央区銀座6丁目にあった銀座店。左の青山店は港区青山5丁目にあった。 |
| 青山店の前に立っていた看板 |  | 中央区銀座6丁目にあった銀座店。左の青山店は港区青山5丁目にあった。 |

ハンティングワールド（英:Huntingworld ）は1965年に設立されたアウトドアバッグメーカーである。

## 概要
創業者でハンターだったボブ・リーはアフリカ生活から1964年にアメリカ合衆国に帰って来て、1965年春にこの会社を設立した。使用素材はナイロンオックスフォードにウレタンコーティングし裏からナイロンジャージを貼り合わせた「バチュー・クロス」が有名である。
2021年、伊藤忠商事の子会社であるコロネット株式会社がハンティングワールドの事業を継承した。